# Перевалов, Михаил Николаевич
Михаи́л Никола́евич Перева́лов (3 сентября 1930, Москва, СССР — 12 апреля 1995, Москва, Россия) — советский футболист, игравший на позиции защитника. Мастер спорта СССР (1956). Тренер

## Карьера

### Клубная
Играл в течение 7 лет за три московские команды. Начал играть в команде Московского военного округа, а также выступал в футболках двух принципиальнейших противников: «Спартака» и ЦСКА. В составе «армейцев» выиграл Кубок СССР 1955 года.

### В сборной
В составе сборной СССР провёл один матч против команды Индии 16 сентября 1955 года, в котором была зафиксирована крупнейшая победа сборной СССР со счётом 11:1. Играл в том матче под номером 2.

## Достижения
- Обладатель Кубка СССР: 1955
- Серебряный призёр чемпионата СССР: 1954
- Бронзовый призёр чемпионата СССР: 1955, 1956, 1958